# Pericoma funebris
Pericoma funebris är en tvåvingeart som beskrevs av Frederick Wollaston Hutton 1902. Pericoma funebris ingår i släktet Pericoma och familjen fjärilsmyggor. Inga underarter finns listade i Catalogue of Life.